# Clube Desportivo de Canindé do São Francisco
O Clube Desportivo de Canindé do São Francisco (mais conhecido simplesmente como Canindé) é um clube de futebol brasileiro, da cidade de Canindé de São Francisco, no estado de Sergipe. Foi fundado dia 22 de fevereiro de 2000 e suas cores são o amarelo, o azul e o branco.
O time atualmente disputa a Segunda Divisão do Campeonato Estadual.

## Títulos

### Futebol
- Campeonato Sergipano de Futebol Feminino: (2017 e 2018)

## Uniforme
- Principal: Camisa branca com faixas horizontais em azul e amarelo, calção azul e meias azuis.
- Secundário: Camisa com listras verticais azuis e amarelas, calção azul e meias azuis.

## Estádio
O Estádio André Avelino, mais conhecido como Estádio Andrezão, é um estádio de futebol localizado na cidade de Canindé de São Francisco, no estado de Sergipe, pertence ao Governo Municipal e tem capacidade para 2.200 pessoas. É utilizado como mando de campo para os jogos do clube local, o Clube Desportivo de Canindé do São Francisco.
Características
O estádio, apesar de possuir pequena capacidade, é elogiado como um dos mais bem cuidados de Sergipe. Tal percepção é visível por quem transita pela principal via da cidade de Canindé de São Francisco e condiz com a impressão que os visitantes dos mais diversos estados brasileiros têm ao visitar os cânions do Rio São Francisco, quando notam a limpeza e organização presente na cultura do povo local.